# Gerry Druyts
Gerry Druyts (Wilrijk, 30 januari 1991) is een Belgisch wegwielrenner en voormalig veldrijder die anno 2017 rijdt voor Pauwels Sauzen-Vastgoedservice.
Zijn zussen Kelly, Jessy, Demmy en Lenny rijden voor Topsport Vlaanderen-Etixx-Guill D'or.

## Carrière
In 2012 en 2013 reed Druyts voor de opleidingsploeg van Omega Pharma-Quick Step.

## Ploegen
- 2014 –  Team3M
- 2015 –  Vastgoedservice-Golden Palace Continental Team
- 2016 –  Crelan-Vastgoedservice Continental Team
- 2017 –  Pauwels Sauzen-Vastgoedservice

De Vos · de Man · Devriendt · Druyts · Franckaert · Janssens · Juodvalkis · Pot · Schuermans · Segers · Sleurs · Stevens · Van Hoovels · M.van Zijl · D.van Zijl · Van Zummeren · Vandenbogaerde · Vanspeybroeck · Vermeulen · Vingerling · Gough (stagiair)